# Volley-ball aux Jeux de l'Extrême-Orient
L'épreuve de volley-ball aux Jeux de l'Extrême-Orient était la seule compétition majeure de volley-ball en Asie, avant la Seconde Guerre mondiale. Elle fut disputée par la Chine, les Philippines, le Japon (à partir la troisième édition).

## Palmarès

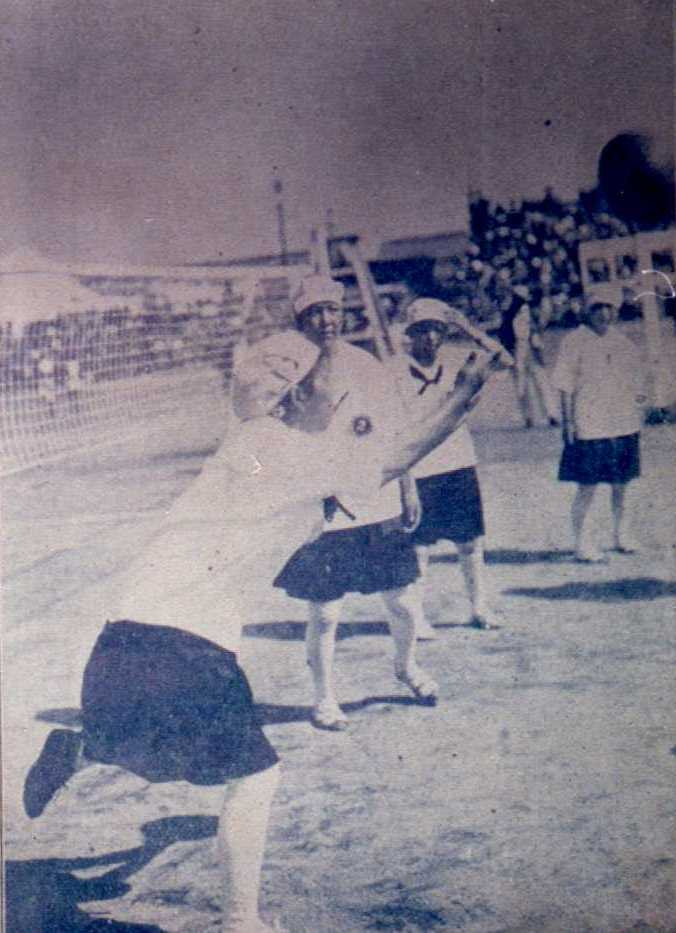
Volley-ball aux Jeux de 1923 à Osaka.

| N° | Édition                       | Ville hôte | Or          | Argent      | Bronze |
| -- | ----------------------------- | ---------- | ----------- | ----------- | ------ |
| 1  | Jeux de l'Extrême-Orient 1913 | Manille    | Philippines | Chine       | -      |
| 2  | Jeux de l'Extrême-Orient 1915 | Shanghai   | Chine       | Philippines | -      |
| 3  | Jeux de l'Extrême-Orient 1917 | Tokyo      | Chine       | Philippines | Japon  |
| 4  | Jeux de l'Extrême-Orient 1919 | Manille    | Philippines | Chine       | -      |
| 5  | Jeux de l'Extrême-Orient 1921 | Shanghai   | Chine       | Philippines | Japon  |
| 6  | Jeux de l'Extrême-Orient 1923 | Osaka      | Philippines | Chine       | Japon  |
| 7  | Jeux de l'Extrême-Orient 1925 | Manille    | Philippines | Chine       | Japon  |
| 8  | Jeux de l'Extrême-Orient 1927 | Shanghai   | Chine       | Philippines | Japon  |
| 9  | Jeux de l'Extrême-Orient 1930 | Tokyo      | Chine       | Philippines | Japon  |
| 10 | Jeux de l'Extrême-Orient 1934 | Manille    | Philippines | Chine       | Japon  |

## Tableau des médailles
| Rang | Nation      | Or | Argent | Bronze | Total |
| ---- | ----------- | -- | ------ | ------ | ----- |
| 1    | Chine       | 5  | 5      | 0      | 10    |
| 1    | Philippines | 5  | 5      | 0      | 10    |
| 3    | Japon       | 0  | 0      | 7      | 7     |